# Противикидна перемичка
Противикидна перемичка (рос. противовыбросная перемычка, нім. safety barrier, outburst barrier; нім. Aus-bruchsschutzdamm m) – в шахтах – тимчасова споруда у вибої підготовчої виробки, призначена для зниження інтенсивності викидів вугілля, гірських порід та газів. П.п. поділяються на жорсткі, що споруджуються з металевих брусів, та піддатливі – з канатів.